# Tube cathodique
Pour les articles homonymes, voir CRT.

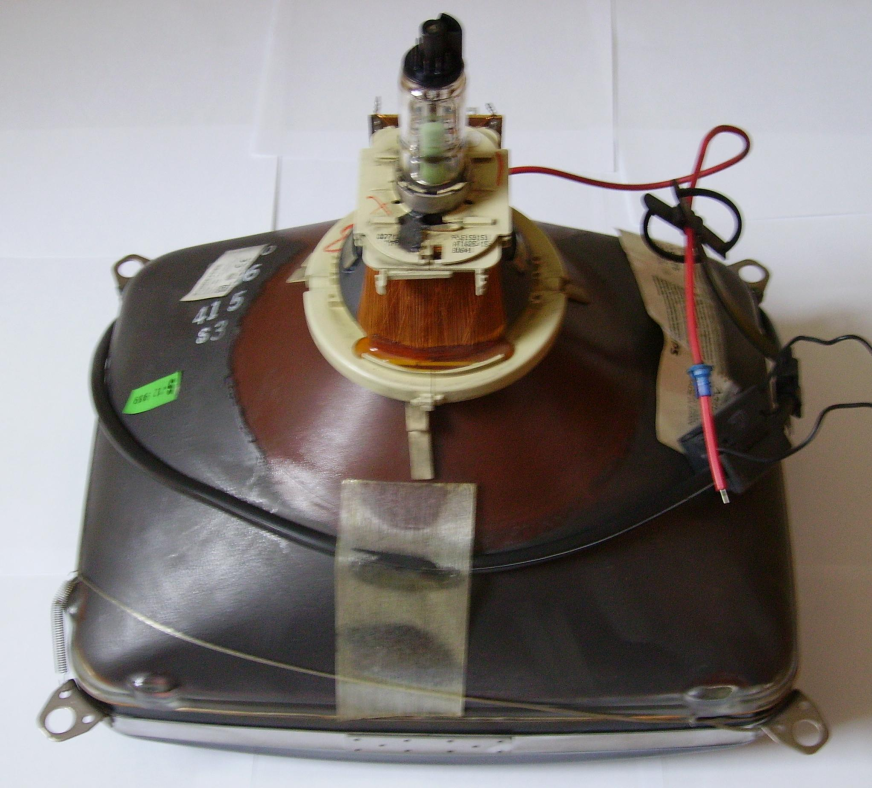
Tube cathodique à l'intérieur d'un téléviseur.

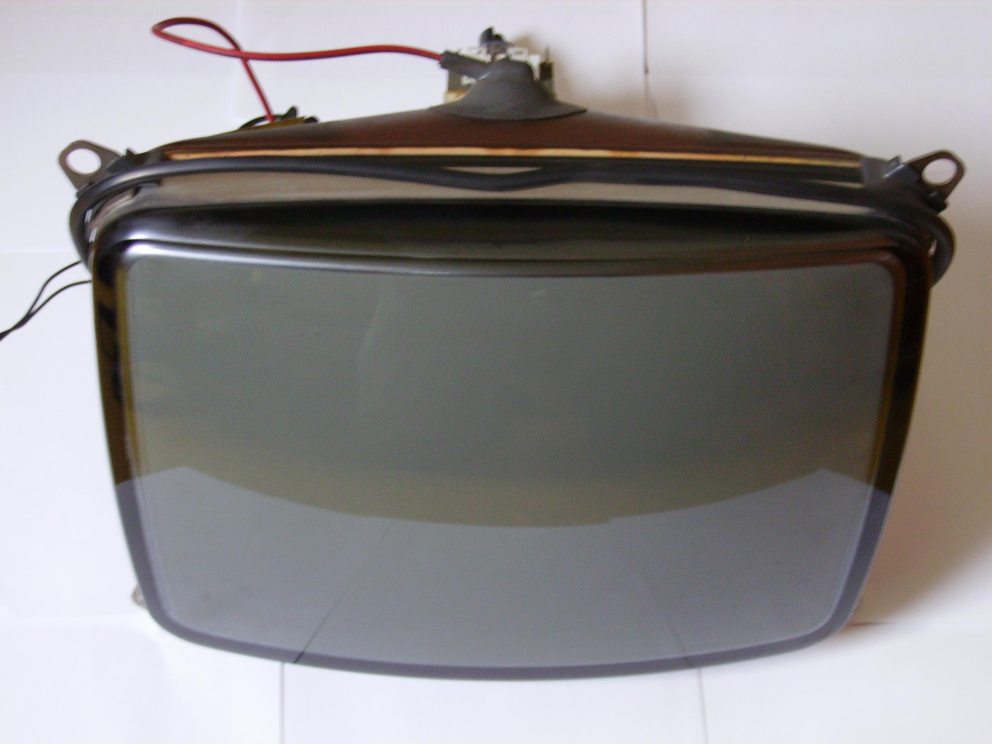
Le même tube cathodique, sous un autre angle.

Le tube cathodique ou en anglais, cathode-ray tube - CRT, désigne un dispositif optique et composant électronique actif destiné à afficher des signaux ou images vidéo analogiques. Inventé en 1897 par le physicien allemand, professeur à l'Université de Strasbourg, Ferdinand Braun. il est exploité depuis les années 1920, notamment pour l'oscilloscope, l'écran de télévision, le moniteur informatique et certains écrans équipant les appareils optiques militaires, jusqu'à l'avènement de la technologie numérique et des écrans LCD.

## Principes techniques généraux
Ce tube est constitué d'un filament chauffé, d'électrodes en forme de lentilles trouées. Soumises à une différence de potentiel (tension), elle créent un champ électrique accélérant les électrons. Ils viennent frapper l'écran, sur lequel est déposée une couche luminescente réagissant au choc des électrons, en produisant un point lumineux. La trajectoire du flux d'électrons de la cathode vers l'écran est rendue possible par la présence d'une anode alimentée à un très fort potentiel de plusieurs milliers à plusieurs dizaines de milliers de volts selon le type de tube qui attire celui-ci, conformément à la synchronisation du balayage du faisceau.

## Historique

### Tube de Crookes

Vue schématique d'un tube de Crookes. Quand la différence de potentiel entre anode et cathode est suffisante, l'anode capture des électrons provenant de la surface de la cathode. Ces électrons fortement accélérés par la différence de potentiel forment des rayons cathodiques. Lorsque les parois intérieures du tube sont revêtues d'une matière phosphorescente, elles émettent de la lumière lorsque la matière est frappée par les rayons cathodiques. Une croix métallique disposée entre la cathode et l'anode projette son ombre sur l'anode, ce qui suggère que des rayons sont la cause de la luminescence, que ces rayons se propagent en ligne droite et que de la lumière est émise lorsqu'ils frappent le revêtement phosphorescent.

Les techniques de vide étaient connues depuis le XVIIe siècle et, avec la maîtrise de l'électricité, des savants eurent l'idée de faire des expériences d'électricité dans des tubes contenant des gaz à plus ou moins basse pression. Dès 1858, des Allemands observent des décharges électriques dans ces tubes de Geissler. Les décharges électriques dans ce qu'on appelle maintenant des plasmas produisent effectivement de la lumière. On observe que les champs magnétiques produisent une déflexion sur ces décharges. C'est lors de telles investigations sur la conduction de l'électricité dans des gaz à faible pression, que le physicien et chimiste britannique William Crookes découvrit que lorsque la pression était abaissée, la cathode émettait des rayons lumineux. Ils ont été appelés « rayons cathodiques ». C'est parce qu'il avait enduit les parois du tube d'une matière phosphorescente que Crookes a pu faire ses observations. Par la suite, on a appelé tube de Crookes les premiers tubes à rayons cathodiques.

### L'oscillographe
La première version du tube cathodique est donc une diode à cathode froide avec une couche de phosphore sur la face. Les électrons sont arrachés à la cathode à l'aide d'une tension très élevée. Après avoir été utilisé pour l'investigation de phénomènes physiques, le tube cathodique va devenir un instrument de mesure des signaux variant rapidement dans le temps. L'oscillographe se substituera au miroir tournant pour ce type de mesures. En 1897, Ferdinand Braun utilise pour la première fois un tube à rayons cathodiques pour étudier des phénomènes dynamiques, l'enregistrement de phénomènes électriques rapides,. Les premiers tubes de Braun sont remplis de gaz à basse pression (autour de 0,01 torr); le canon à électrons est constitué d'une pastille circulaire qui joue le rôle de cathode et d'une électrode en anneau qui joue le rôle d'anode. La haute tension appliquée entre l'anode et la cathode est produite par une machine à influence. Dans le champ électrique produit entre la cathode et l'anode, quelques ions positifs déjà présents dans le gaz neutre sont accélérés vers la cathode, ce qui génère des électrons secondaires accélérés dans la direction opposée. Les électrons ionisent les molécules du gaz du vide résiduel et les ions positifs, parce qu'ils sont lourds, s'éloignent lentement du faisceau, et la charge d'espace positive ainsi produite tend à maintenir concentré le faisceau d'électrons tout au long de son parcours jusqu'à l'écran phosphorescent. Dans le tube de Braun, la déflexion des électrons, dans une direction pour le signal à mesurer et dans la direction perpendiculaire pour le signal de référence, est produite par des bobines magnétiques.
Un des inconvénients des premiers oscillographes est alors la tension d'accélération des électrons qui doit être maintenue à un très haut niveau pour que l'énergie du faisceau électronique au niveau de l'écran soit suffisante. Dans les premières années du XXe siècle, Rankin a l'idée de disposer une petite bobine coaxiale entre la cathode et l'anode dans le but de concentrer le faisceau,. Cette modification permet non seulement d'augmenter l'intensité du faisceau d'électrons, mais aussi de réduire l'agrandissement de l'image de la source sur l'écran. Les deux phénomènes vont dans le sens d'un accroissement de la densité de courant du faisceau et la voie est donc ouverte à une réduction de la tension d'accélération, et donc des champs magnétiques de déflexion.
En 1914, le physicien français Alexandre Dufour a l'idée d'insérer une plaque photographique dans le tube à la place de l'écran fluorescent, ce qui améliore l'efficacité et par conséquent la vitesse de la mesure. Ce type d'appareil est appelé un « oscillographe cathodique ». Ce concept provoque le développement d'un certain nombre d'appareils fonctionnant entre 20  et   60 kilovolts et destinés à l'enregistrement de phénomènes transitoires rapides non périodiques.
La première version utilisant une cathode chaude fut développée par J. B. Johnson et H. W. Weinhart de la société Western Electric. Ce produit fut commercialisé en 1922.

### La visualisation d'images
En 1907, l'inventeur russe Boris Rosing élabore un système ayant un tube cathodique comme intégrateur d'images. En 1911, il démontre pour la première fois le principe de modulation de la lumière par vitesse variable du faisceau. Son élève Vladimir Kosma Zworykin, émigré aux États-Unis, produira en 1923 un tube de visualisation de l'image, le kinéscope.
En 1940, aux États-Unis, Peter Goldmark met au point un système de télévision couleur à 343 lignes. Ce système comporte un disque à trois filtres : rouge, vert et bleu, en rotation devant le tube de la caméra.

## Fonctionnement
Les rayons cathodiques sont des flux d'électrons à haute vitesse provenant d'un dispositif appelé « canon à électrons » constitué d'une cathode (K) à chauffage indirect (un tube avec, à l'intérieur, un filament chauffé à une tension de l'ordre de 6,3 V ou plus), d'une grille (G1) appelée « wehnelt » et d'une série d'électrodes chargées de l'accélération et de la focalisation du faisceau cathodique. Le chauffage de la cathode génère l'émission d'électrons. Cette émission est focalisée par le wehnelt. Son potentiel, inférieur à celui de la cathode (−35  à   −90 V), permet de réguler le flux d'électrons. La forme du wehnelt entourant complètement la cathode a pour but d'éviter le retour d'ions positifs qui pourraient amener sa destruction prématurée. Le flux ainsi créé est ensuite accéléré par une anode (G2) de par son potentiel très élevé (de l'ordre de 600 V) et focalisé afin d'obtenir un fin rayon par une ou deux autres anodes (G3, G4). Ces électrodes jouent le rôle de lentilles électrostatiques.
Le rayon qui sort du canon à électrons est ensuite dévié, soit magnétiquement par des bobines (comme pour un tube de téléviseur), soit électrostatiquement par des électrodes (dans la plupart des oscilloscopes). C'est ce mécanisme de déflexion qui réalise le balayage horizontal et vertical (lignes et trames). Le rayon est soumis à l'action de l'anode post-accélératrice (G5) soumise à une très haute tension (THT) et arrive ensuite sur l'écran recouverte d'une matière phosphorescente, souvent à base de terres rares. Quand les électrons frappent cette surface, de la lumière est émise sous la forme d'un point concentré appelé « spot » qui vient illuminer l'écran au rythme du balayage conduit par la déflexion. Les électrons ayant frappé l'écran perdent leur énergie et vont se recombiner dans une anode, en l'occurrence, celle de post-accélération.
Pour un tube couleur, on utilise trois canons à électrons (un par couleur primaire) et on ajoute derrière l'écran un masque perforé ou des fils (cas des tubes Trinitron) pour que chaque faisceau allume la couleur correspondante.

### L'affichage à balayage

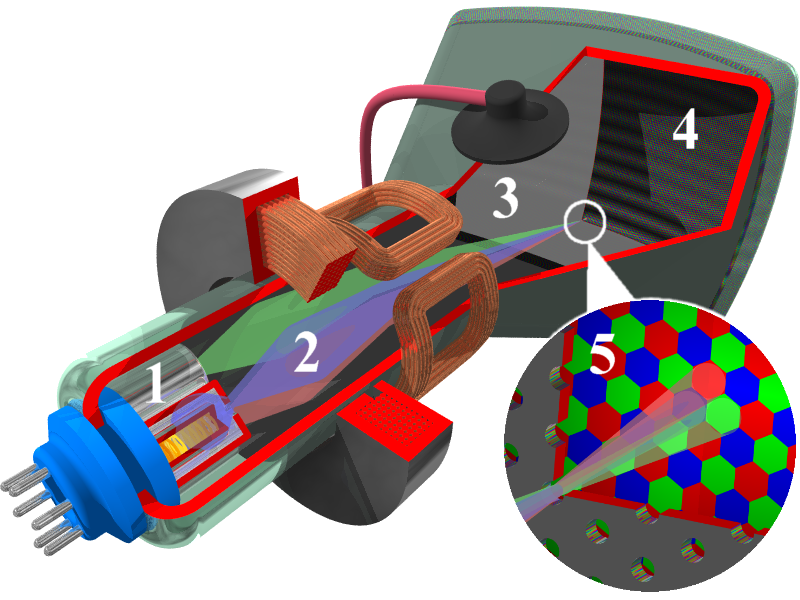
Tube à balayage couleur.
1 : canons à électrons
2 : faisceaux d'électrons
3 : masque pour séparer les rayons rouge, bleu et vert de l'image affichée
4 : couche phosphorescente avec des zones réceptrices pour chaque couleur
5 : gros plan sur la face intérieure de l'écran recouverte de "phosphore".

Dans le cas des téléviseurs et des écrans d'ordinateurs, toute la face du tube est parcourue selon un trajet bien défini, et l'image est créée en faisant varier l'intensité du flux d'électrons (le faisceau), et donc l'intensité lumineuse du spot, au long de son parcours. Le flux dans tous les téléviseurs modernes est dévié par un champ magnétique appliqué sur le col du tube par un « joug magnétique » (« magnetic yoke » en anglais), qui est composé de bobines (souvent deux) enroulées sur du ferrite et contrôlées par un circuit électronique. C'est un balayage par déflexion magnétique.
Au cours du balayage, le faisceau parcourt de gauche à droite des lignes qui se succèdent de haut en bas (comme les lignes d'un livre), le retour à la ligne suivante et en début de page se fait à faisceau éteint.

#### L'entrelacement
La télévision est issue du cinéma et affiche 25 images par seconde en Europe (30 images par seconde pour l'Amérique et le Japon), ce qui est proche des 24 images pour les films projetés en salle. Mais contrairement au cinéma qui projette une image entière à chaque fois, le tube cathodique ne montre qu'un point lumineux à déplacement rapide, le faisceau, ce qui est trop peu pour l'œil. Pour éviter une perception de clignotement, les 625 lignes (en Europe) de l'image de télévision classique sont balayées en deux temps : d'abord les lignes impaires puis les lignes paires, de cette façon on obtient artificiellement 50 images (60 en Amérique et Japon) par seconde et l'œil ne perçoit pratiquement plus de clignotement.
Dans le cas des moniteurs informatiques, dont l'affichage des images se fait à une fréquence plus élevée (de 60 à 120 images par seconde), l'entrelacement n'est plus nécessaire.

### L'affichage vectoriel

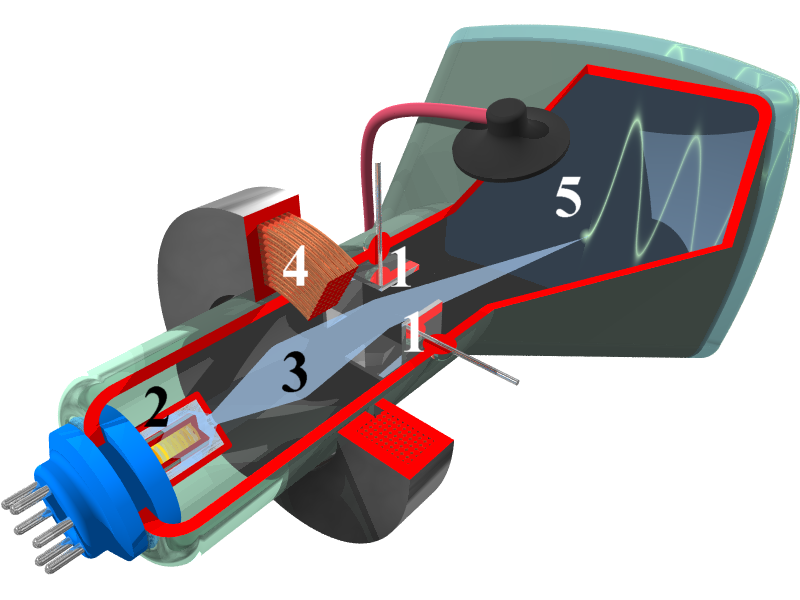
Tube d'oscilloscope
1 : électrodes déviant le faisceau
2 : canon à électrons
3 : faisceaux d'électrons
4 : bobine pour faire converger le faisceau
5 : face intérieure de l'écran recouverte de "phosphore".

Dans le cas d'un oscilloscope, l'intensité du faisceau est maintenue constante, et l'image est dessinée par le chemin que parcourt le faisceau. Normalement, la déflexion horizontale est proportionnelle au temps et la déflexion verticale est proportionnelle au signal. Les tubes pour ce genre d'utilisation sont longs et étroits. De plus, la déflexion est assurée par l'application d'un champ électrostatique dans le tube à l'aide de plaques (de déflexion) situées au col du tube. Ce type de déflexion est plus rapide qu'une déflexion magnétique, car dans le cas d'une déflexion magnétique, l'inductance de la bobine empêche les variations rapides du champ magnétique (car elle empêche la variation rapide du courant qui crée le champ magnétique).

#### Affichage vectoriel des ordinateurs
Les premiers écrans graphiques pour ordinateurs utilisaient des tubes à commande vectorielle semblables à ceux des oscilloscopes. Ici le faisceau traçait des lignes entre des points arbitraires, en répétant cela le plus vite possible. Les moniteurs vectoriels furent utilisés pour la plupart dans les écrans d'ordinateur de la fin des années 1970. L'affichage vectoriel pour ordinateur ne souffre pas de crénelage et de pixellisation, mais est limité, car il peut seulement afficher les contours des formes, et une faible quantité de texte, de préférence gros (car la vitesse d'affichage est inversement proportionnelle au nombre de vecteurs à dessiner, « remplir » une zone en utilisant plein de vecteurs est impossible tout comme l'écriture d'une grande quantité de texte). Certains écrans vectoriels sont capables d'afficher plusieurs couleurs, souvent en utilisant deux ou trois couches de phosphore. Dans ces écrans, en contrôlant la vitesse du faisceau d'électrons, la couche atteinte est contrôlée et donc la couleur affichée qui le plus souvent était soit le vert, l'orange ou le rouge.
D'autres écrans graphiques utilisaient des tubes de stockage (storage tube). Ces tubes cathodiques stockaient les images et ne nécessitaient pas de rafraîchissement périodique.
Les écrans vectoriels ont été utilisés dans certains jeux d'arcades à la fin des années 1970 et début des années 1980, ainsi que sur la console de jeu Vectrex.

## Tube à vide
L'écran qui constitue le dispositif d'affichage est une portion de sphère réalisée en verre très épais, ce qui lui permet de résister à la pression atmosphérique qui s'exerce à sa surface (de l'ordre d'un kilogramme par centimètre carré). Le tube à vide (tube électronique) est constitué par l'écran, l'arrière de l'écran (recouvert d'une couche de graphite mise au potentiel de l'anode) et le col (qui maintient le canon à électrons). Un cerclage métallique est présent à la jonction entre l'écran et l'arrière de celui-ci pour préserver le dispositif des risques d'implosion et maintenir le tube dans l'appareil destiné à le recevoir (téléviseur par exemple).

## Écran couleur

### Principe

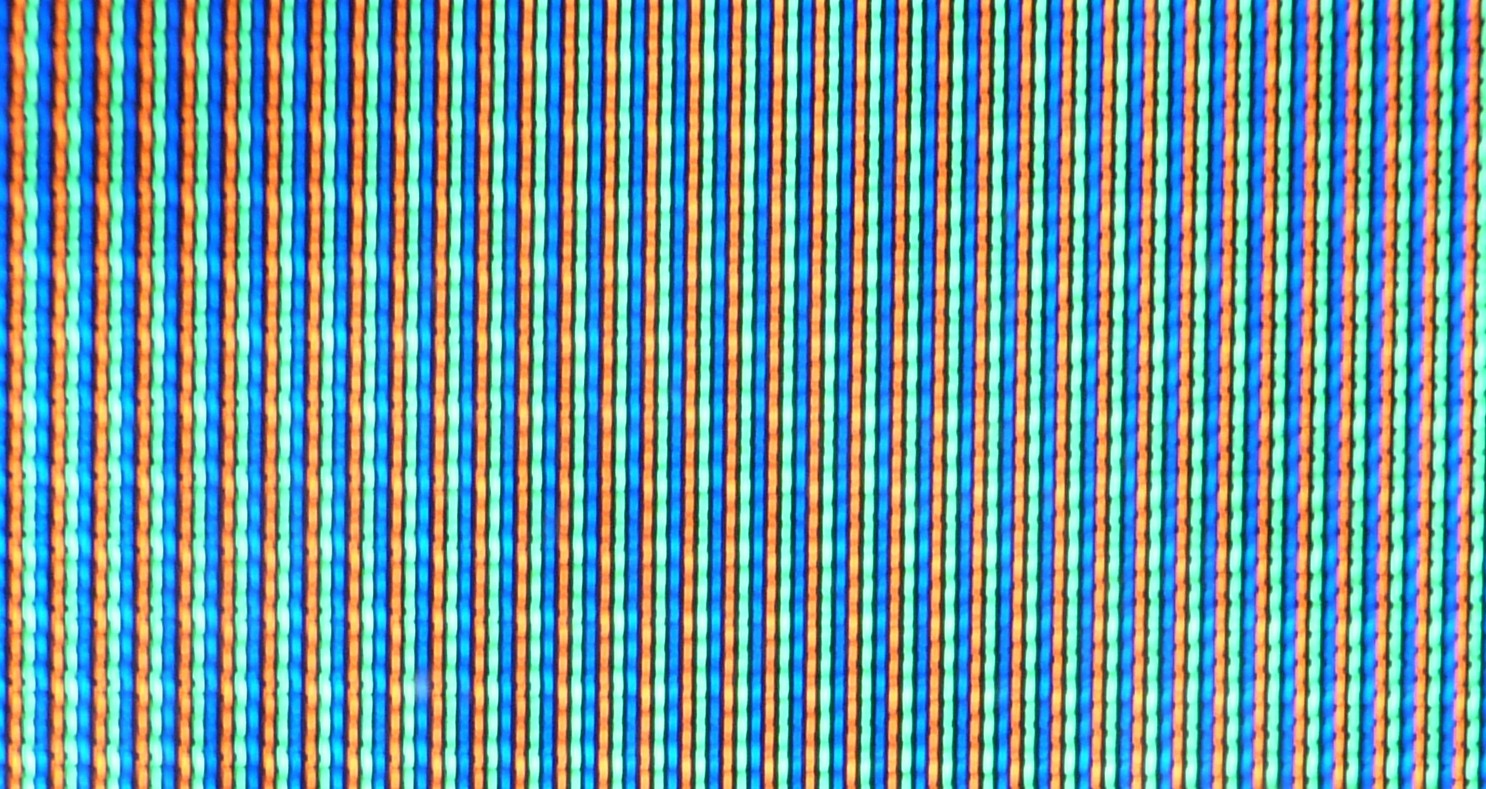
Luminophores d'un tube cathodique 70 cm.

Chaque point lumineux (encore appelé « luminophore ») d'un écran couleur est constitué de trois matières ou "phosphores", autrefois trois disques disposés en triangle équilatéral, aujourd'hui trois rectangles juxtaposés horizontalement, la face interne du tube est donc recouverte de triples points minuscules (triplets). Chacune de ces matières produit une couleur si elle est soumise à un flux d'électrons, les couleurs sont le rouge, le vert et le bleu. Il y a trois canons à électrons, un par couleur, et chaque canon ne peut allumer que les points d'une couleur, un masque (plaque métallique percée de trous : un par point) est disposé dans le tube juste derrière la face avant pour éviter que faisceau d'un canon ne déborde sur l'autre.

### Protections
Le verre utilisé pour la face du tube permet le passage de la lumière produite par le "phosphore" vers l'extérieur, mais dans tous les modèles modernes il bloque les rayons X générés par l'impact du flux d'électrons à haute énergie (rayonnement continu de freinage). C'est pour cette raison que le verre de la face est chargé en plomb (c'est donc du verre cristal). C'est grâce à cela et aux autres blindages internes, que les tubes peuvent satisfaire les normes de sécurité de plus en plus sévères en matière de rayonnement.

### Rendu des couleurs
Les tubes cathodiques ont une intensité lumineuse qui n'est pas linéaire : le gamma. Pour les premières télévisions, le gamma de l'écran fut un avantage, car en compressant le signal (un peu à la manière d'une pédale de compression pour guitare), le contraste est augmenté. Les tubes modernes ont toujours un gamma (plus faible), mais ce gamma peut être corrigé de manière à obtenir une réponse linéaire, permettant de voir l'image sous ses vraies couleurs, ce qui est très important dans l'imprimerie entre autres.

### Électricité statique
Certains écrans ou téléviseurs utilisant des tubes cathodiques peuvent accumuler de l'électricité statique, inoffensive, sur la face du tube (à cause des nombreux électrons bombardant l'écran), ce qui peut entraîner l'accumulation de poussières réduisant la qualité de l'image, un nettoyage est donc nécessaire (avec un chiffon sec ou un produit adapté car certains produits peuvent abîmer la couche antireflet si elle existe).

## Applications
- Anciens téléviseurs et écrans d'ordinateur : l'abandon progressif commence en 2000 avec les écrans d'ordinateurs (pour des raisons de prix et de technologie). Les téléviseurs les suivent vers 2005 et l'abandon des tubes cathodiques est quasiment complet en 2009, le constructeur électronique japonais Sony arrête la production de tube cathodique en 2008[8].
- Oscilloscopes : les tubes cathodiques dans les oscilloscopes (les premiers datent des années 1950) étaient en cours d'abandon vers 2010.

## Recyclage
Le recyclage des tubes cathodiques est particulièrement délicat, en raison de présence de plomb, de baryum, de mercure et de substances toxiques de type poudre luminescente appelée "phosphore". Le type le plus connu de phosphore est le sulfure de zinc (ZnS) activé par le cuivre ZnS:Cu et le sulfure de zinc activé par l’argent ZnS:Ag. Les matériaux hôtes sont généralement des oxydes, des nitrures et des oxynitrures, des sulfures, des séléniures, des halogénures ou des silicates de zinc, de cadmium, de manganèse, d’aluminium, de silicium ou de divers métaux de terres rares.